# William M. Jennings Trophy
Il William M. Jennings Trophy è un premio istituito dalla National Hockey League che viene assegnato al portiere o ai portieri che, avendo disputato un minimo di 25 gare nella stagione regolare, giocano per la squadra che ha subìto il minor numero totale di reti. I vincitori vengono selezionati in base alle prestazioni durante la stagione regolare." Dal 1946 fino al 1981 il Vezina Trophy fu consegnato secondo le stesse modalità, tuttavia il criterio di assegnazione fu modificato dopo l'introduzione del Jennings Trophy. Sin dalla sua istituzione nella stagione 1981-82 il premio è stato consegnato in 32 stagioni a 53 diversi portieri, soprattutto a gruppi di due per squadra. I detentori del trofeo sono Marc-Andre Fleury e Robin Lehner dei Vegas Golden Knights, che hanno subito 124 reti nella stagione 2020-21, ridotta a causa della pandemia di COVID-19.

## Storia
Dal 1946 fino alla stagione 1980–81 il Vezina Trophy veniva assegnato al portiere o ai portieri della squadra con meno reti subite nel corso della stagione regolare. Tuttavia ci ri rese conto che spesso il trofeo veniva vinto dal portiere che militava nella squadra più forte, senza tener conto del talento e delle prestazioni individuali del portiere. Fu così che il Vezina Trophy dal 1982 fu assegnato al miglior portiere selezionato dai general manager delle squadre NHL. Il William M. Jennings Trophy fu creato appositamente per sostituire il vecchio Vezina Trophy ricalcandone il criterio di assegnazione.
Il Jennings Trophy fu donato alla dirigenza della NHL e presentato per la prima volta al termine della stagione 1981-82. Prende il proprio nome da quello di William M. Jennings, per lungo tempo dirigente e presidente dei New York Rangers, figura cruciale per lo sviluppo dell'hockey su ghiaccio negli Stati Uniti. Il numero di partite richieste ad un portiere per poter ambire alla vittoria del trofeo è 25, tuttavia nella stagione 1994–95, accorciata a causa di un lockout, il numero fu abbassato a 14 gare. Per la prima volta nel 2015 vinsero due giocatori di due squadre diverse: Corey Crawford dei Chicago Blackhawks e Carey Price dei Montreal Canadiens.
Sei giocatori sono riusciti a vincere nella stessa stagione sia il Jennings che il Vezina Trophy: Patrick Roy (1988-89 e 1991-92), Ed Belfour (1990-91 e 1992-93), Dominik Hašek (1993-94 e 2000-01), Martin Brodeur (2002-03 e 2003-04), Miikka Kiprusoff (2005-06) e Tim Thomas (2008-09). Roy e Brodeur in carriera hanno conquistato il trofeo per cinque volte, più di qualsiasi altro portiere. Belfour invece si è imposto in quattro stagioni. La squadra ad aver vinto più volte il trofeo è quella dei Montreal Canadiens con sei successi, seguita da New Jersey Devils e Chicago Blackhawks con cinque titoli.

## Vincitori

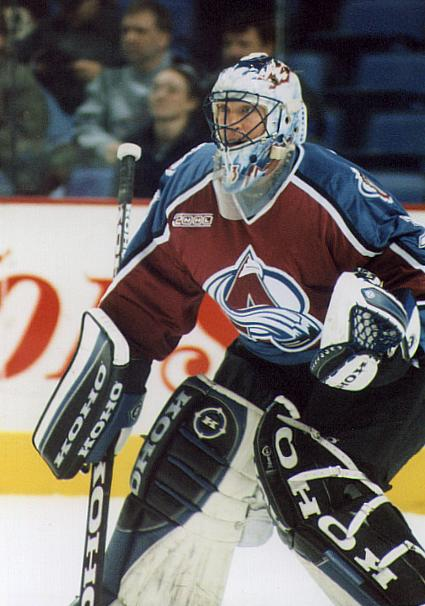
Patrick Roy, cinque volte vincitore.

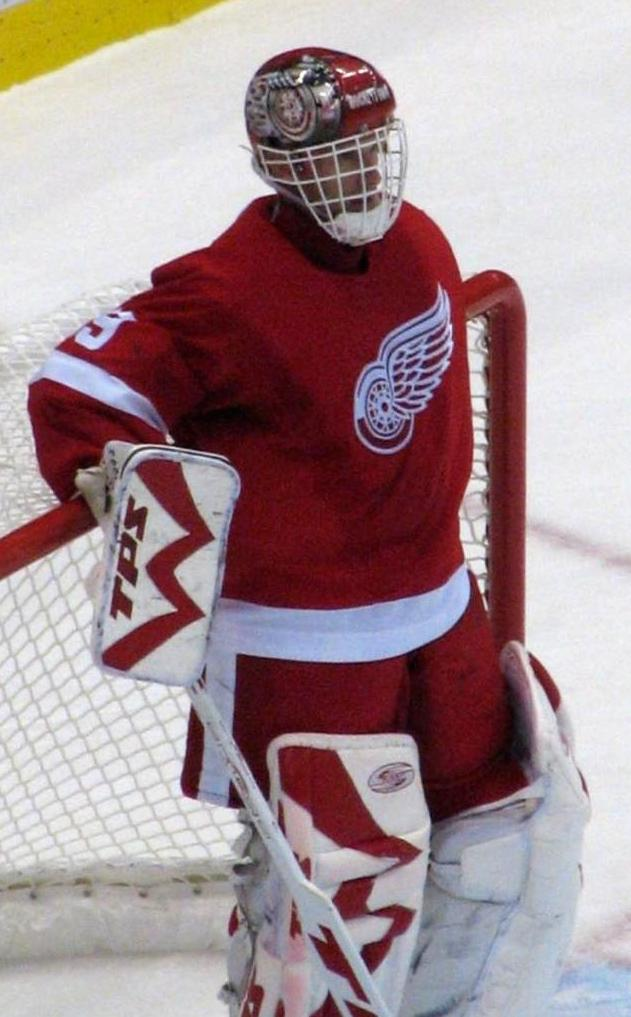
Dominik Hašek, tre volte vincitore.

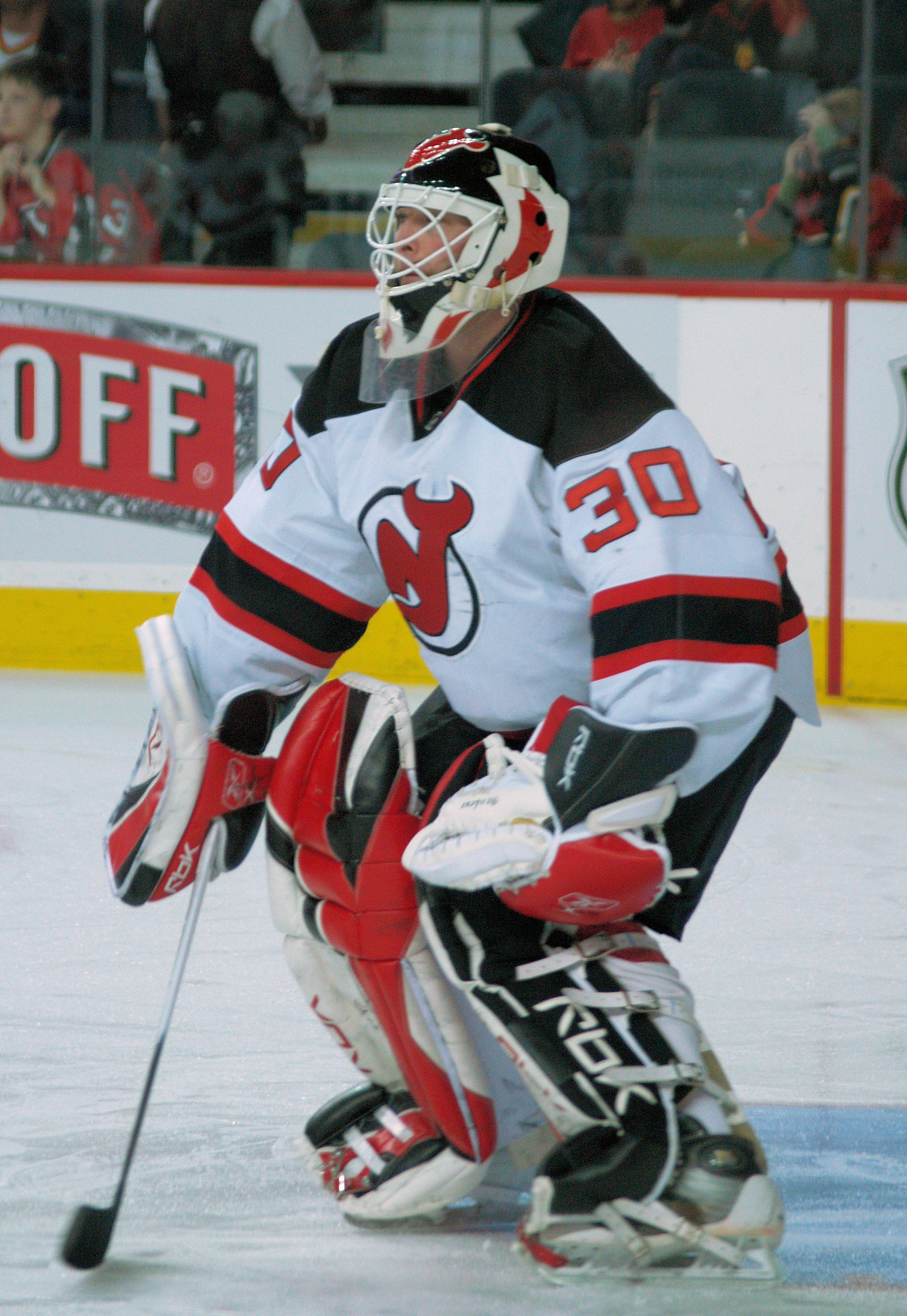
Martin Brodeur, cinque volte vincitore.

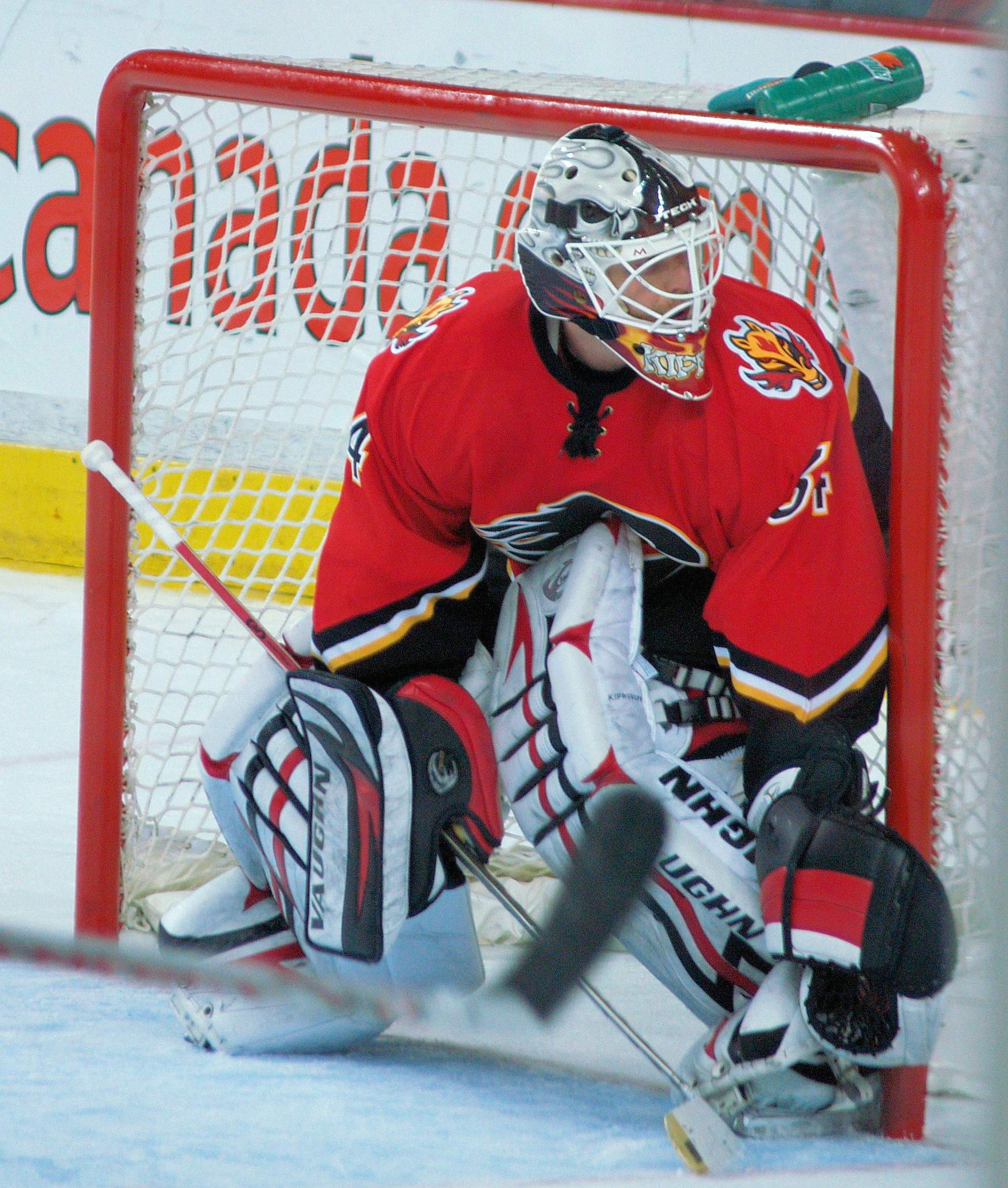
Miikka Kiprusoff, una volta vincitore.

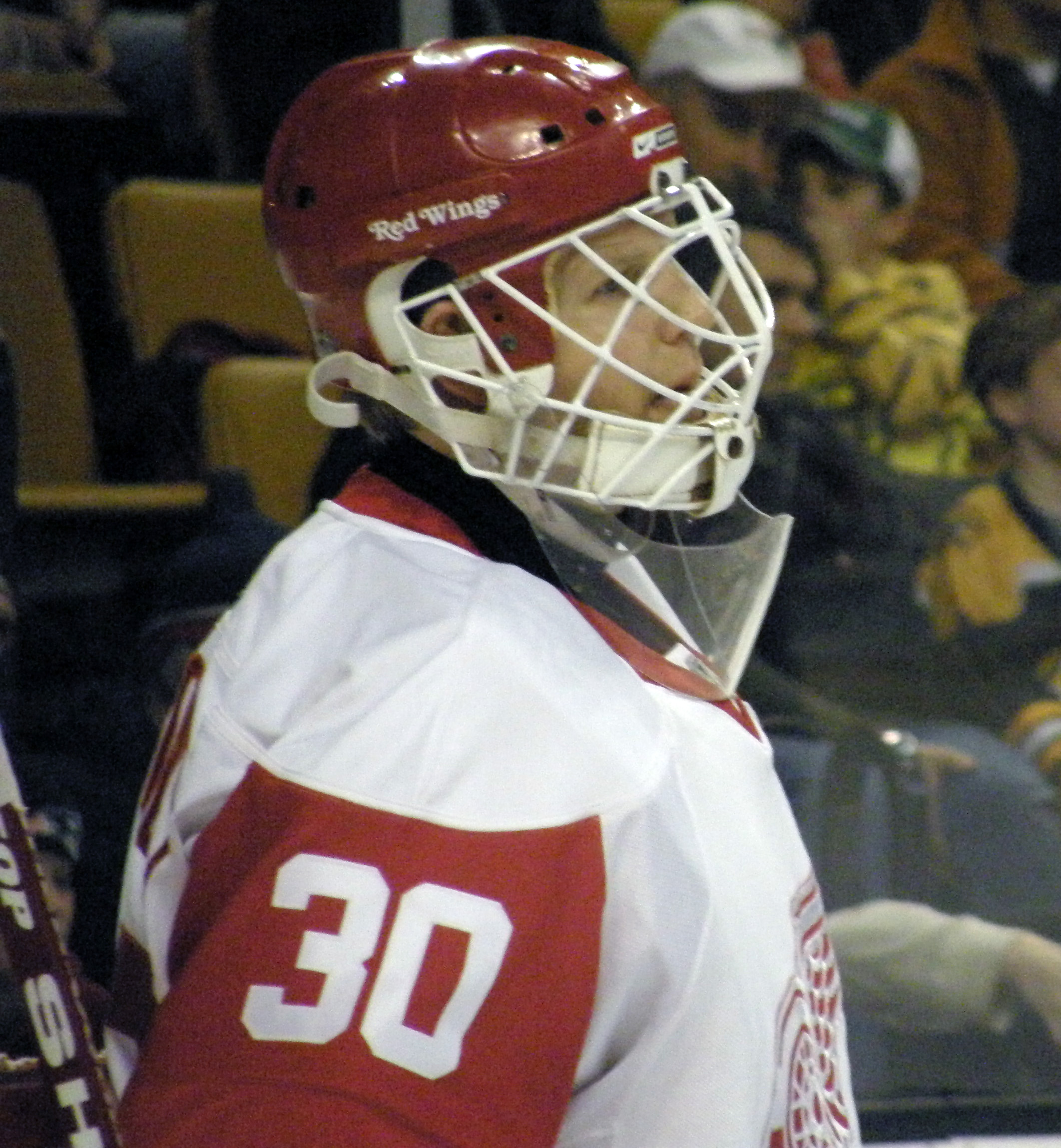
Chris Osgood, due volte vincitore.

Giocatore ancora in attività nella NHL.
| Stagione  | Vincitore                            | Squadra                              | Gol subiti                           | Vittoria                             |
| --------- | ------------------------------------ | ------------------------------------ | ------------------------------------ | ------------------------------------ |
| 1981-82   | Rick Wamsley                         | Montreal Canadiens                   | 223                                  | 1                                    |
| 1981-82   | Denis Herron                         | Montreal Canadiens                   | 223                                  | 1                                    |
| 1982-83   | Roland Melanson                      | New York Islanders                   | 226                                  | 1                                    |
| 1982-83   | Billy Smith                          | New York Islanders                   | 226                                  | 1                                    |
| 1983-84   | Al Jensen                            | Washington Capitals                  | 226                                  | 1                                    |
| 1983-84   | Pat Riggin                           | Washington Capitals                  | 226                                  | 1                                    |
| 1984-85   | Tom Barrasso                         | Buffalo Sabres                       | 237                                  | 1                                    |
| 1984-85   | Bob Sauvé                            | Buffalo Sabres                       | 237                                  | 1                                    |
| 1985-86   | Bob Froese                           | Philadelphia Flyers                  | 241                                  | 1                                    |
| 1985-86   | Darren Jensen                        | Philadelphia Flyers                  | 241                                  | 1                                    |
| 1986-87   | Patrick Roy                          | Montreal Canadiens                   | 241                                  | 1                                    |
| 1986-87   | Brian Hayward                        | Montreal Canadiens                   | 241                                  | 1                                    |
| 1987-88   | Patrick Roy                          | Montreal Canadiens                   | 238                                  | 2                                    |
| 1987-88   | Brian Hayward                        | Montreal Canadiens                   | 238                                  | 2                                    |
| 1988-89   | Patrick Roy                          | Montreal Canadiens                   | 218                                  | 3                                    |
| 1988-89   | Brian Hayward                        | Montreal Canadiens                   | 218                                  | 3                                    |
| 1989-90   | Andy Moog                            | Boston Bruins                        | 232                                  | 1                                    |
| 1989-90   | Réjean Lemelin                       | Boston Bruins                        | 232                                  | 1                                    |
| 1990-91   | Ed Belfour                           | Chicago Blackhawks                   | 211                                  | 1                                    |
| 1991-92   | Patrick Roy                          | Montreal Canadiens                   | 207                                  | 4                                    |
| 1992-93   | Ed Belfour                           | Chicago Blackhawks                   | 239                                  | 2                                    |
| 1993-94   | Dominik Hašek                        | Buffalo Sabres                       | 218                                  | 1                                    |
| 1993-94   | Grant Fuhr                           | Buffalo Sabres                       | 218                                  | 1                                    |
| 1994-95   | Ed Belfour                           | Chicago Blackhawks                   | 115                                  | 3                                    |
| 1995-96   | Chris Osgood                         | Detroit Red Wings                    | 181                                  | 1                                    |
| 1995-96   | Mike Vernon                          | Detroit Red Wings                    | 181                                  | 1                                    |
| 1996-97   | Martin Brodeur                       | New Jersey Devils                    | 182                                  | 1                                    |
| 1996-97   | Mike Dunham                          | New Jersey Devils                    | 182                                  | 1                                    |
| 1997-98   | Martin Brodeur                       | New Jersey Devils                    | 166                                  | 2                                    |
| 1998-99   | Ed Belfour                           | Dallas Stars                         | 168                                  | 4                                    |
| 1998-99   | Roman Turek                          | Dallas Stars                         | 168                                  | 1                                    |
| 1999-2000 | Roman Turek                          | St. Louis Blues                      | 165                                  | 2                                    |
| 2000-01   | Dominik Hašek                        | Buffalo Sabres                       | 184                                  | 2                                    |
| 2001-02   | Patrick Roy                          | Colorado Avalanche                   | 169                                  | 5                                    |
| 2002-03   | Martin Brodeur                       | New Jersey Devils                    | 166                                  | 3                                    |
| 2002-03   | Roman Čechmánek                      | Philadelphia Flyers                  | 166                                  | 1                                    |
| 2002-03   | Robert Esche                         | Philadelphia Flyers                  | 166                                  | 1                                    |
| 2003-04   | Martin Brodeur                       | New Jersey Devils                    | 164                                  | 4                                    |
| 2004-05   | Premio non assegnato per il lockout. | Premio non assegnato per il lockout. | Premio non assegnato per il lockout. | Premio non assegnato per il lockout. |
| 2005-06   | Miikka Kiprusoff                     | Calgary Flames                       | 200                                  | 1                                    |
| 2006-07   | Niklas Bäckström                     | Minnesota Wild                       | 191                                  | 1                                    |
| 2006-07   | Manny Fernandez                      | Minnesota Wild                       | 191                                  | 1                                    |
| 2007-08   | Dominik Hašek                        | Detroit Red Wings                    | 184                                  | 3                                    |
| 2007-08   | Chris Osgood                         | Detroit Red Wings                    | 184                                  | 2                                    |
| 2008-09   | Tim Thomas                           | Boston Bruins                        | 196                                  | 1                                    |
| 2008-09   | Manny Fernandez                      | Boston Bruins                        | 196                                  | 2                                    |
| 2009-10   | Martin Brodeur                       | New Jersey Devils                    | 191                                  | 5                                    |
| 2010-11   | Roberto Luongo                       | Vancouver Canucks                    | 180                                  | 1                                    |
| 2010-11   | Cory Schneider                       | Vancouver Canucks                    | 180                                  | 1                                    |
| 2011-12   | Brian Elliott                        | St. Louis Blues                      | 165                                  | 1                                    |
| 2011-12   | Jaroslav Halák                       | St. Louis Blues                      | 165                                  | 1                                    |
| 2012-13   | Corey Crawford                       | Chicago Blackhawks                   | 102                                  | 1                                    |
| 2012-13   | Ray Emery                            | Chicago Blackhawks                   | 102                                  | 1                                    |
| 2013-14   | Jonathan Quick                       | Los Angeles Kings                    | 174                                  | 1                                    |
| 2014-15   | Corey Crawford                       | Chicago Blackhawks                   | 189                                  | 2                                    |
| 2014-15   | Carey Price                          | Montreal Canadiens                   | 189                                  | 1                                    |
| 2015-16   | Frederik Andersen                    | Anaheim Ducks                        | 192                                  | 1                                    |
| 2015-16   | John Gibson                          | Anaheim Ducks                        | 192                                  | 1                                    |
| 2016-17   | Braden Holtby                        | Washington Capitals                  | 182                                  | 1                                    |
| 2017-18   | Jonathan Quick                       | Los Angeles Kings                    | 203                                  | 2                                    |
| 2018-19   | Robin Lehner                         | New York Islanders                   | 196                                  | 1                                    |
| 2018-19   | Thomas Greiss                        | New York Islanders                   | 196                                  | 1                                    |
| 2019-20   | Tuukka Rask                          | Boston Bruins                        | 174                                  | 1                                    |
| 2019-20   | Jaroslav Halák                       | Boston Bruins                        | 174                                  | 2                                    |
| 2020-21   | Marc-André Fleury                    | Vegas Golden Knights                 | 124                                  | 2                                    |
| 2020-21   | Robin Lehner                         | Vegas Golden Knights                 | 124                                  | 2                                    |
| 2021-22   | Frederik Andersen                    | Carolina Hurricanes                  | 202                                  | 2                                    |
| 2021-22   | Antii Raanta                         | Carolina Hurricanes                  | 202                                  | 1                                    |